# Округ Десото (Мисисипи)
Округ Десото (енгл. DeSoto County) је округ у америчкој савезној држави Мисисипи.

## Демографија
По попису из 2010. године број становника је 161.252, што је 54.053 (50,4%) становника више него 2000. године.
| Група             | 2000.          | 2010.           |
| Белци             | 90.816 (84,7%) | 113.553 (70,4%) |
| Афроамериканци    | 12.216 (11,4%) | 35.266 (21,9%)  |
| Азијати           | 667 (0,6%)     | 2.033 (1,3%)    |
| Хиспаноамериканци | 2.516 (2,3%)   | 8.086 (5,0%)    |
| Укупно            | 107.199        | 161.252         |